# Айзек Меєр Вайз
Айзек Меєр Вайз (англ. Isaac Mayer Wise; 29 березня 1819, Штайнґруб, Богемія, Австрійська імперія (зараз — Плесна, Чехія) — 26 березня 1900, Цинциннаті, Огайо, США) — американський реформістський рабин і письменник.

## Життєпис
Айзек Мейер Вайз народився 29 березня 1819 року в богемському селі Штайнґруб, (чеська назва — Ломничка; зараз територія колишнього села є частиною чеського міста Плесна), Австрійська імперія. Його батько Лео був вчителем молодшої школи. Лео почав навчати сина, коли тому було чотири роки. В шість років Айзек почав вивчати Талмуд — кодекс релігійно-юридичних правил життя євреїв.  У віці дев'яти років Айзек переїхав до села Дюрмаул (зараз — муніципалітет Дрмоул в Чехії), де жив його дідусь і там пішов до хедеру, єврейської релігійної початкової школи, де вивчав П'ятикнижжя, Талмуд та коментарі до Талмуду. Після смерті дідуся в 1831 році Айзек переїхав до Праги, де продовжив релігійне навчання в бейт-мідраш — установі, де вивчають єврейські релігійні тексти —Тору, Мішну і Талмуд, і отримав стипендію, на яку міг жити. В 1835 році, після навчання в Празі, Айзек переїхав до містечка Єнікау (зараз — чеське місто Ґольчув-Єніков), де тоді знаходилась найвідоміша рабинська школа в Богемії, якою завідував рабин Аарон Корнфелд.
В 1837 році уряд Австрійської імперії видав наказ, згідно з яким тільки особа, яка пройшла навчання у вищій школі або університеті, могла стати рабином. Після навчання в Єнікау Вайз повертається до Праги, де протягом двох років навчається в Празькому університеті, а також працює вчителем для дітей із заможних родин, а згодом, протягом одного року навчається у Віденському університеті. В 1842 році він здобув сміху, тобто звання рабина. Водночас один з біографів Вайза, Темкін, піддає сумніву те, що Вайз отримав диплом рабина. Він зазначає, що в Америці обходив питання про рабинський диплом. При цьому Темкін визнає, що Вайз отримав якийсь документ від празького бейт діну, тобто рабинського суду.
У 1843 році він був призначений рабином в містечку Радніц, Богемія (зараз — місто Радніце, Чехія). В Радніце Вайз зазвичай читав проповіді німецькою мовою. В 1844 році Вайз одружився із Терезою Блох, дочкою торговця Германа Блоха з богемського села Графенрід (зараз село вже не існує). В 1845 році Вайз брав участь на зустрічі рабинів — конференції рабинів Німеччині, що відбулася у Франкфурті. Конференція, зокрема, постановила, що найтрадиційніші частини молитви мають читатись на івриті, а вся інша частина служби — на німецькій мові.
Однак Темкін вважає, що Вайз не був рабином у Радніце, а, що, його позицію, скоріше, можна описати як Religionsweiser, тобто релігійний інструктор. Темкін також зазначає, що коли Вайз приїхав до Америки, він не наполягав на тому, що він був рабином, а описав свій рід занять як «інструктор». На думку Темкіна, в Радніце в обов’язки Вайза імовірно входили обов’язки шохета, тобто ритуального забійника. При цьому Темкін не заперечує, що в Радніце Вайз читав проповіді.
Невдовзі у Вайза виникли проблеми із австрійською владою. Австрійський уряд наказав усім молитовним установам усіх релігій та конфесій провести спеціальну службу на честь дня народження імператора Фердинанда І. Замість проведення спеціальної служби на честь імператора, Вайз просто згадав про його день народження і, начебто, дав «радикальні» на погляд австрійської влади характеристики імператору. Вайза викликали до голови округу до міста Пілзен (зараз — Пльзень, Чехія). Зустріч Вайза та голови переказують наступним чином. Голова нібито спитав Вайза, звертаючись до нього в третій особі: «чи є він вірним громадянином?». Вайз спочатку промовчав, і тільки коли голова повторив своє питання втретє відповів: «До кого Ви звертаєтесь я не „він“». Як розповідається, ніяких негативних наслідків для Вайза за його ремарку не було, і він надав голові достатні докази своєї лояльності. 
Крім того, в той час в Австрійській імперії існували закони, відповідно до яких обмежувалось право євреїв одружуватись один з одним: єврейській парі не можна було одружуватись, допоки не помре інша єврейська одружена пара. Айзек Вайз оголосив, що він одружить будь-яку єврейську пару, що звернеться до нього, і робив саме так. З цього приводу Вайза викликали до Праги до чиновника, який відповідав за Богемію. Як пише Геллер, на цій зустрічі Вайз та чиновник порозумілись, і невдовзі закони, що обмежували одруження між євреями були скасовані, однак залишається незрозумілою роль Вайза, а також того чиновника, який начебто, вислухавши аргументи Вайза, пообіцяв докласти зусиль, щоб змінити ці закони.
Причини, чому Вайз вирішив покинути Радніце та емігрувати до США, залишаються незрозумілими. Як стверджувала у своїх мемуарах онука Вайза, спадкоємиця і власниця New York Times Іфігенія Окс Сульзберґер, Вайзу довелося покинути Богемію через те, що в нього були проблеми з австрійською владою, яка нібито поставила Вайза перед вибором: або покинути країну, або піти до тюрми. Нокс пише, що для амбітного Вайза діяльність в Радніце була занадто незначною і не задовольняла його інтелектуальних амбіцій. Геллер пише, що у Вайза були конфлікти з окружною рабинською владою. Темкін скептично ставиться до інформації про начебто некомпліментарні вислови Вайза на адресу австрійської влади, про одруження ним єврейських пар без відповідного дозволу і про напружені стосунки з рабинською владою. На його думку бракує підтвердження такої інформації.
Так чи інакше, але в 1846 році Вайз приїхав до США, де був обраний рабином конгрегації Бет-ель в Олбані, Нью-Йорк. В Олбані Вайз відзначився тим, що запровадив декілька значних реформ. Його конгрегація стала першою єврейською конгрегацією в США, в якій запровадили сімейні лавки в синагозі, тобто вся сім'я тепер могла бути разом на службі. Крім того, він проповідував розмовною мовою, запровадив змішаний чоловічо-жіночий хор, конфірмацію (церемонію вступу в повноліття), і почав враховувати жінок у формуванні міньяну (релігійного кворуму). Він також організував школу для єврейських дітей.
В 1848 році на шпальтах єдиної тоді єврейської газети в США, Occident, він опублікував заклик до об'єднання єврейських конгрегацій, і ортодоксальних, і ліберальних, у США. Однак його заклик був сприйнятий досить прохолодно. В 1850 році Вайз поїхав до Чарлстона, Південна Кароліна, де взяв участь у публічних дебатах між ортодоксальним рабином та реформістським рабином. Коли ортодоксальний рабин спитав Вайза, чи вірить він у прихід Месії та воскресіння тіла, той відповів негативно, додавши, що для нього Талмуд не був авторитетним джерелом в тому, що стосувалось доктрини. Доповідь про ці дебати була опублікована, і зазначена відповідь Вайза викликала скандал в його конгрегації. Так Вайз перестав бути рабином конгрегації Бет-ель.
На наступний день після Рош-га-Шана (єврейського Нового року) послідовники Вайза в конгрегації відокремились та сформували свою конгрегацію Анше Емет (англ. Anshe Emeth). Вайз залишався рабином цієї конгрегації до квітня 1854 року. Крім того, за сприяння американського політика, майбутнього Державного секретаря США, Вільяма Генрі Сьюарда та нью-йоркського видавця Турлоу Віда, Вайз отримав роботу в Нью-йоркській державній бібліотеці в Олбані.
В 1853 році він отримав пропозицію стати рабином конгрегації Бене Єшурун (англ. Bene Yeshurun) у Цинциннаті, Огайо. Вайз відповів, що він погодиться тільки якщо його виберуть одностайно, якщо ця посада буде закріплена за ним пожиттєво і якщо оплата дозволить йому бути незалежним. Ці умови були прийняті і, так у 1854 Вайз став рабином Бене Єшурун, де він служив протягом решти сорока шести років свого життя.
Завдяки діяльності Вайза Цинциннаті став центром реформістського юдаїзму в Америці. По-перше, він заснував періодичне видання The Israelite, назва якого пізніше була змінена на The American Israelite, в якому час від часу висловлював свої погляди. В 1855 році він заснував ще одне видання, яке виходило німецькою мовою, Die Deborah. Обидва видання виходили великими тиражами в Америці. По-друге, він багато подорожував США з метою досягти об'єднання єврейських конгрегацій. Його зусилля мали успіх: в 1873 році в Цинциннаті відбувся з'їзд делегатів реформістських конгрегацій у США. На цьому з'їзді було утворено Спілку американських єврейських конгрегацій (зараз — Спілка реформістського юдаїзму), а також Єврейський об'єднаний коледж. Вайз став президентом Єврейського об'єднаного коледжу.
В 1889 році Вайз домігся проведення Конференції американських рабинів, яка стала щорічною. На цій Конференції, зокрема, приймались рішення щодо публікації єдиних молитовників, які використовувались у реформістських конгрегаціях. Вайз займався не тільки релігійними справами, а й також брав участь у місцевій громадській діяльності. З 1875 по 1884 рік він входив до ради екзаменаторів Цинциннаті, а в 1882 став членом ради директорів Університету Цинциннаті.
24 березня 1900 року в Вайза стався серцевий напад, а вже 26 березня — він помер.

## Молитовник
У 1847 році за пропозицією Макса Лілієнталя, який на той час був головним рабином Об’єднаної німецької конгрегації Нью-Йорка, було створено рабинський суд, який мав діяти як дорадчий комітет для конгрегацій країни без здійснення ієрархічних повноважень. Членами рабинського суду були Лілієнталь, Вайз та ще двоє людей. На першій зустрічі цього рабинського суду було окреслено напрями діяльності для кожного з членів. Вайзу випало завдання підготувати молитовник «Мінгаґ Америка», яким користуватимуться всі єврейські конгрегації в Америці. Метою такого молитовника було, зокрема, встановлення єдиного ритуального звичаю для американських євреїв: слово «мінгаґ» перекладається з івриту як звичай, традиція. В єврейській газеті Occident обґрунтовувалось, чому для американських євреїв потрібен єдиний ритуальний звичай: кожен емігрант має тягне за собою звичай з країни походження, і німецькі євреї не поступаються у питаннях звичаю польським євреям, польські євреї – англійським євреям, а англійські євреї – португальським євреям. Ці розбіжності могли б бути усунені, писалось в Occident, прийняттям єдиного ритуального звичаю, який б сприяв гармонійному розвитку молодих єврейських конгрегацій.
Навесні 1847 року відбулась зустріч рабинського суду, на якій Вайз представив рукопис написаного ним молитовника. На зустрічі було вирішено відкласти питання щодо молитовника на наступну зустріч, щоб дати членам рабинського суду час для обговорення. Однак наступна зустріч рабинського суду так і не відбулася, оскільки строк його повноважень сплив. В 1855 році у Клівленді, Огайо, за ініціативи Вайза відбулась конференція рабинів, на якій, зокрема, було постановлено почати роботу над єдиним ритуалом для американських єврейських конгрегацій. В 1857 році був опублікований проект молитовника «Мінгаґ Америка», як вказувалось, складеного і відредагованого Комітетом Клівлендської конференції, та перекладеного Вайзом. В 1857 році Вайз запропонував  членам своєї конгрегації  Бене Єшурун ритуал, зазначений в молитовнику «Мінгаґ Америка», і члени конгрегації прийняли його. Із часом більшість конгрегацій західних та південних штатів дотримувались ритуалу «Мінгаґ Америка». В 1894 році, коли на Конференції американських рабинів був затверджений інший молитовник – «Об’єднаний молитовник», Вайз у своїй конгрегації добровільно відмовився від «Мінгаґ Америка» на користь «Об’єднаного молитовника».

## Особисте життя
Перша дружина Вайза, Тереза Блох, померла в 1870 році. На момент її смерті у Айзека та Терези було вісім дітей, які дожили до дорослого віку. Серед них була дочка Іфігенія, яка вийшла заміж за майбутнього видавника New York Times Адольфа Окса, нащадки якого й досі продовжують керувати виданням. В 1876 році Вайз одружився із Сельмою Бонді, дочкою рабина Джони Бонді. У Айзека та Сельми було троє дітей.

## Праці Вайза

### Нехудожня література
- «Історія ізраїльської нації від Авраама до теперішнього часу» (англ. The History of the Israelitish Nation from Abraham to the Present Time; 1854)
- «Історія першої спільноти ізраїльтян» (англ. History of the first commonwealth of the Israelite; 1860)
- «Суть юдаїзму» (англ. The Essence of Judaism;1861)
- «Походження християнства та коментар до Діянь апостолів» (англ. The Origin of Christianity, and a Commentary on the Acts of the Apostles, 1868)
- «Юдаїзм, його доктрини та обов'язки» (англ. Judaism, Its Doctrines and Duties; 1872)
- «Мучеництво Ісуса з Назарета: історико-критичний трактат про останній розділ Євангелія» (англ. The Martyrdom of Jesus of Nazareth: a Historico-Critical Treatise on the Last Chapter of the Gospel; 1874)
- «Космічний Бог» (англ. The Cosmic God; 1876)
- «Історія другої єврейської спільноти» (англ. History of the Hebrews' Second Commonwealth, 1880)
- «Юдаїзм і християнство: в чому вони погоджуються, а в чому розбігаються» (англ. Judaism and Christianity, Their Agreements and Disagreements, 1883)
- «Захист юдаїзму проти прозелітизму християнства» (англ. A Defense of Judaism vs. Proselytizing Christianity, 1889)
- «Вступ до Святого Письма» (англ. Pronaos to Holy Writ, 1891)

### Художні твори
Вайз писав романи англійською та німецькою мовами, які друкувались частинами у заснованих ним виданнях The Israelite та Die Deborah.
- «Навернений» (англ. The Convert, 1854)
- «Егерська катастрофа» (англ. The Catastrophe of Eger)
- «Сім'я чоботаря» (англ. The Shoemaker's Family)
- «Покора і вірність, або життя і романтика» (англ. Resignation and Fidelity, or Life and Romance)
- «Романтика, філософія та кабала, або пожежа у Франкфурті-на-Майні» (англ. Romance, Philosophy, and Cabalah, or the Conflagration in Frankfort-on-the-Main, 1855)
- «Остання битва нації» (англ. The Last Struggle of the Nation, 1856)
- «Боротьба людей, або Гілель та Ірод» (англ. The Combat of the People, or Hillel and Herod, 1858)
- «Перший з Маккавеїв» (англ. The First of the Maccabees)
- «Євреї Ландсхута» (нім. Die Juden von Landshuth)
- «Роткопф, або донька вчителя» (нім. Der Rothkopf, oder des Schulmeisters Tochter)
- «Барух і його ідеал» (нім. Baruch und Sein Ideal)

## Позиція Вайза з ключових релігійних питань

### Право і доктрини юдаїзму
Вайз пояснює, що право і доктрина є двома загальними термінами, якими юдаїзм позначає свої основні аксіоми. Далі Вайз зазначає різницю між правом і доктриною. Право наказується, доктрина викладається; право є обов'язковим, а доктрина - рекомендаційною; право встановлюється, а доктрина – приймається. Право базується на доктринах, узагальнює їх. Право припускає існування доктрини, однак не кожна доктрина стає правом. Вайз вказує на те, що згідно з історичною екзегезою, сукупність права і доктрин, які становлять юдаїзм, міститься в П’ятикнижжі (Торі).
Для Вайза єдиним зрозумілим категоричним імперативом в Торі є декалог, тобто десять заповідей. Вайз вважає, що жодна нова категорія права не може бути додана до декалогу і жодна не може бути вилучена з нього без руйнування його єдності та досконалості. Відповідно до Вайза Мойсеїв закон являє собою правила щодо того, як здійснювати десять заповідей, і  складається з міцвотів, тобто прямих наказів, хукімів – приписів ритуального характеру, та мішпатімів – законів юридичного характеру (стосуються правил управління юдеями та здійснення правосуддя). Вайз звертає увагу на те, що в той час коли доктрини, на яких базується Мойсеїв закон, містяться в декалозі та є вічними, сам закон є лише тимчасовим правилом застосування вічних доктрин, призначеним для подолання надзвичайних обставин. Вайз вважає, що Моїсеїв закон був даний Ізраїлю для дотримання в землі Ханаан. За логікою Вайза виходить, що декалог містить обов’язкові закони, в той час як Мойсеїв закон обов’язковий лише для тих, хто проживає на землі Ханаан.

### Реформістський юдаїзм
Для Вайза реформістський юдаїзм являв собою зміну форми, але не зміну принципів юдаїзму.  Він пояснює, що під принципами він розуміє позитивні істини юдаїзму, а під формою – прояв принципу так, як організація є проявом права. Відповідно до Вайза принципи є абсолютом, який не залежить від форми, водночас форма залежить від принципу.
Вайз вважає, що філософське обґрунтування реформістського юдаїзму бере свій початок від праць Саадії Ґаона, видатного рабина, ґаона (духовного лідера) та єврейського філософа 9-10 століття. Для Вайза найважливішою працею Саадії є «Книга вірувань та думок», яку він називає найстарішою книгою, в якій викладається та філософські обговорюється принцип юдаїзму. Вайз вважає, що із появою цієї книги рабинська герменевтика перестає бути єдиним авторитетним джерелом тлумачення писань, і так з’являється нова школа юдаїзму, в якій релігійні вчення тлумачаться на підставі філології та філософії. Так Вайз пояснює, що реформа в юдаїзмі означає звернення до філософії та науки для викладу святих писань.
Вайз наступним чином обґрунтовує необхідність зміни форми юдаїзму: в 19 столітті існують умови, які досі були невідомими людству, тому юдаїзм має приймати нові форми, які відповідають новим умовам, в яких опинились юдеї. Він наводить приклад як змінювався юдаїзм під впливом обставин: раніше практикувалось жертвоприношення тварин, а духовенство було спадковим. Він визнає, що цей етап був необхідним і корисним у свій час і в тій місцевості, але він втратив би будь-яке значення в сучасності, коли переважають зовсім інші концепції божественного поклоніння, і він здався б набагато безглуздішим майбутнім поколінням. Відповідно до Вайза, божественні установи минулого не є обов’язковими для нинішнього покоління чи майбутніх епох, оскільки умови, які зробили їх необхідними, бажаними та корисними, радикально змінилися.

### Жінки в юдаїзмі
Вайз закликав до того, щоб жінки ставали повноправними членами конгрегацій, брали участь у зібраннях конгрегацій і мали право голосу на цих зібраннях. Він вважав, що жінки привносять благочестя в зібрання конгрегацій. Крім того, він вважав, що жінки мають бути членами правлінь, шкільних рад, хорових комітетів. Він писав: «…принцип справедливості та закон Божий, притаманні кожній людині, вимагають, щоб жінка була прийнята до членства в конгрегації та мала права на рівні з чоловіком».
Вайз вказував на те, що Біблія відводить жінці високе місце. Він наводив приклади Міріам, яка постає лідером, Рахав, яка врятувала шпигунів в Єрихоні, матері Самсона, яка, на думку Вайза, була мудрішою за свого чоловіка, доньки Їфтаха, яка, на погляд Вайза, була благороднішою за свого батька, Девори, яку Вайз називає патріотичною героїнею, Рут, яку він називає милою, ідилічною, вірною та слухняною, Анни Пророчиці, вказуючи, що вона займала вище місце ніж первосвященик, Авігайли, цариці Есфір, цариці Саломеї Александри та Юдити. Вайз вказує на те, що ніщо в рабинському праві та практиках не знецінювало високу оцінку жінок. Те, що в юдаїзмі жінок не допускали до участі в громадському житті, Вайз приписує східному впливу, зокрема, Корану, на єврейські закони  та звичаї, що приймались в Європі.

## Вшанування пам’яті
На честь Вайза названі: судно класу «Ліберті» «Айзек Меєр Вайз» (англ. Isaac Mayer Wise) та синагога в Цинциннаті, Огайо.